# Jost von Drachsdorf

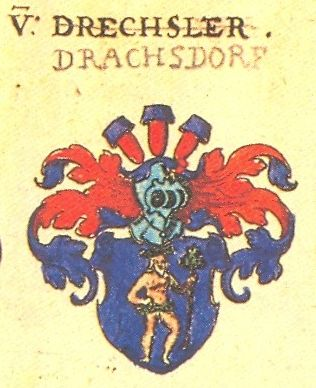
Wappen derer von Drachsdorf

Jost von Drachsdorf (auch Traxdorf, Draxdorf; † 1529) war ein landgräflich-hessischer Ministeriale, zuletzt Hofmeister und Geheimer Rat des Landgrafen Philipp I. Er stammte aus einem alten meißnischen Geschlecht, das sich nach Dragsdorf bei Zeitz nannte, mit Seitenlinien in Bayern und im Elsass ansässig war, und 1678 in den Reichsfreiherrenstand erhoben wurde.

## Leben

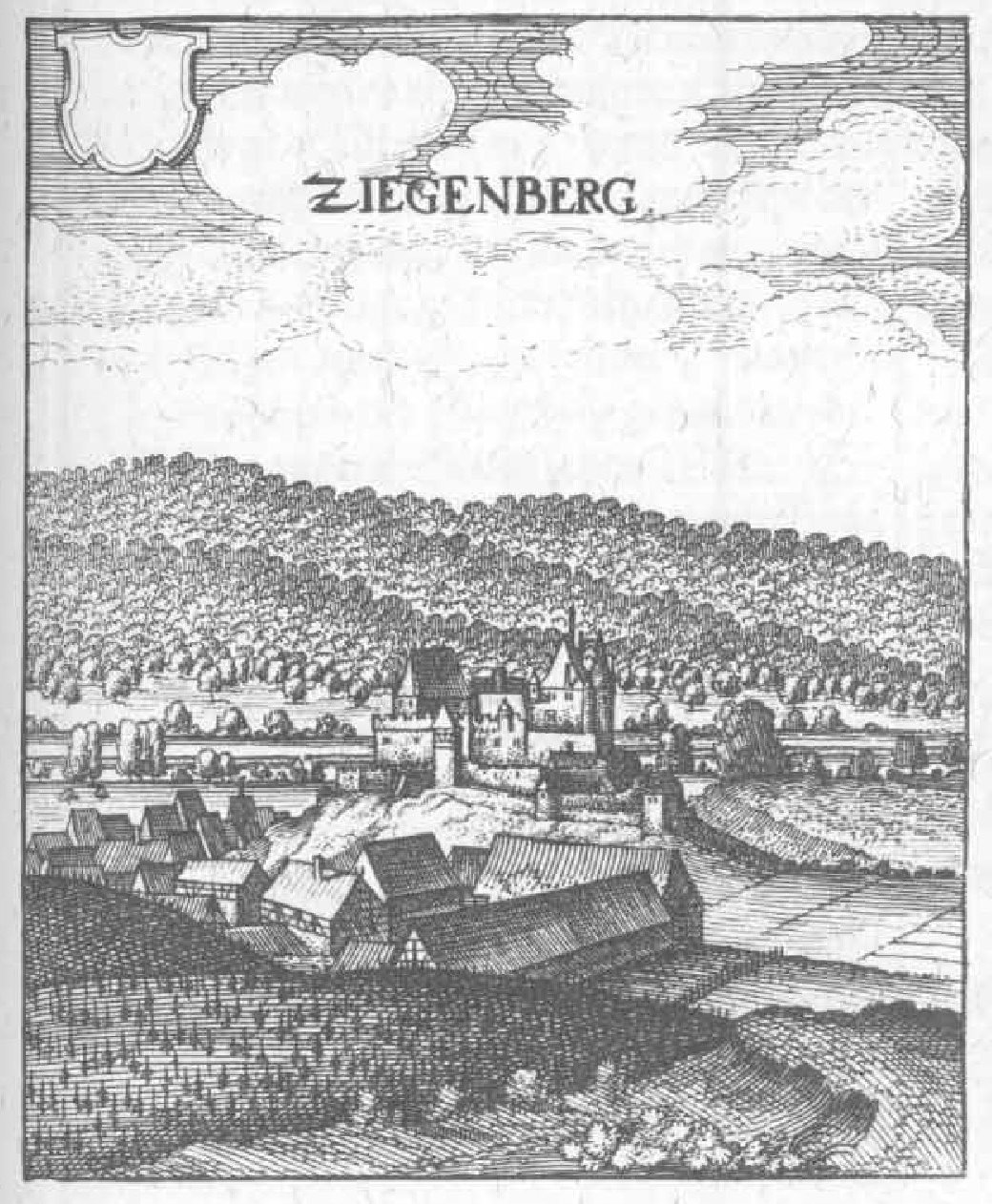
Ziegenberg; in der Topographia Hassiae von Matthäus Merian (1655)

Jost von Drachsdorf erscheint erstmals im Jahre 1502 im hessischen Hofstaat. Er war verheiratet mit Margarethe Mohr von Leun, dem einzigen Kind des Johann Mohr von Leun († 1519), von 1497 bis 1508 nassauischer Amtmann in Herborn. Durch diese Heirat erbte er eine Anzahl Lehnsgüter und wohl auch Allodialbesitz, darunter Anteile am Zehnten zu Krofdorf sowie im Jahre 1521 auch den von den Herren von Runkel zu Lehen rührenden Kirchensatz zu Rodheim.
Spätestens 1506 wurde er von Landgraf Wilhelm II. als Amtmann zu Eppstein eingesetzt, und im Januar 1506 belehnte der Landgraf ihn, für sich und seine männlichen und weiblichen Leibeserben, die er mit Margarethe von Leun zeugen würde, mit Burg und Tal Ziegenberg in der Wetterau mit allem Zubehör einschließlich der dort fälligen Rodungszinsen und zweier Mühlen und dem Mühlenbann in der Ziegenberger Mark. Zusätzlich erhielt er Gefälle zu Wernborn, Pfaffenwiesbach, Langenhain und Fauerbach. Der Landgraf, dem Drachsdorf dafür sein Lehnsgut in Veckerhagen und die Zusage über ein Manngeld zurückgegeben hatte, behielt sich bestimmte Rechte vor, darunter den „großen Wildbann“ (auf Hirsche und Wildschweine) und das Recht, das Lehen nach dem Tode Josts und Margarethes mit 2500 Gulden zu lösen, aber von diesem Lösungsrecht wurde niemals Gebrauch gemacht.
Drachsdorf wurde 1514 landgräflich-hessischer Oberamtmann der Niedergrafschaft Katzenelnbogen und hatte dieses Amt bis 1519 inne. Danach war er Hofmeister und Geheimer Rat unter Landgraf Philipp I. Er verstarb im Jahre 1529.

## Erbe
Der Ziegenberger Besitz kam 1557, nach dem Tod des Anton von Drachsdorf, dem letzten seiner Söhne, an Konrad Diede zum Fürstenstein, der im Jahre 1540 Jost von Drachsdorfs Tochter Ottilia geheiratet hatte. Die Belehnung von 1506 sah vor, dass beim Fehlen von Söhnen das Lehen an Josts Töchter fallen sollte und dass bei der Heirat einer Tochter deren Ehemann an ihrer Stelle das Lehen empfangen sollte. Diede zahlte 4000 Reichstaler an seine beiden Schwippschwäger Philipp und Marsilius von Reifenberg und erwarb damit deren Anteile am Erbe seines Schwiegervaters.